# 小池詩織
小池 詩織（こいけ しおり、1993年3月21日 - ）は、日本の女子アイスホッケー選手。ポジションはディフェンス。道路建設ペリグリン所属。

## 来歴
栃木県日光市出身。日光明峰高校在学時に、U-18アイスホッケー女子日本代表に選出され、女子アイスホッケーU18世界選手権に出場した（2009年ディヴィジョンI、2010年・2011年トップディヴィジョン）。
高校卒業後、苫小牧駒澤大学に進学し、三星ダイトーペリグリン（現：道路建設ペリグリン）に入団。所属先は日本製紙総合開発。全日本女子アイスホッケー選手権大会で2012年に最優秀新人賞、2013年に優勝してMVPを受賞した。
アイスホッケー女子日本代表にも選出され、2013年2月にスロバキアのポプラトで行われたソチオリンピック最終予選に出場。日本女子4大会ぶりのオリンピック出場権を獲得した。2014年ソチオリンピックに出場する日本代表にも選出されている。

## 日本代表歴
- U18世界選手権（2009、2010、2011）
- 女子アイスホッケー世界選手権（2012、2013）
- ソチオリンピック最終予選（2013）
- ソチオリンピック（2014）